# Ancistrus megalostomus
Ancistrus megalostomus är en fiskart som beskrevs av Pearson 1924. Ancistrus megalostomus ingår i släktet Ancistrus och familjen Loricariidae. Inga underarter finns listade i Catalogue of Life.